# Edmundo González

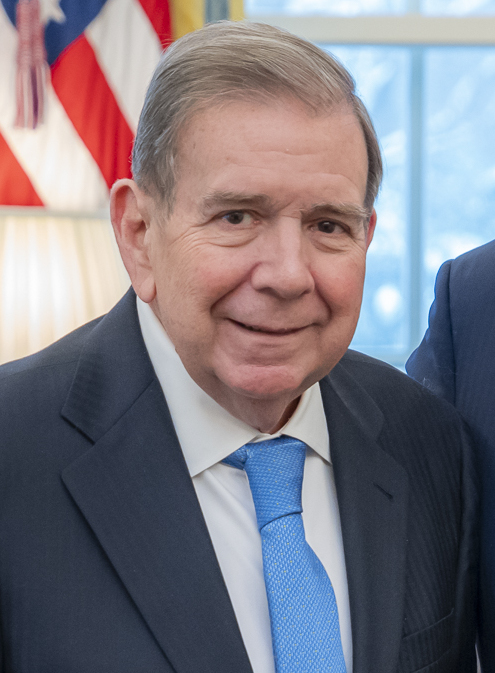
Edmundo González (2025)

Edmundo González Urrutia (* 29. August 1949 in La Victoria) ist ein venezolanischer Diplomat, Politiker und politischer Analyst. Bei der venezolanischen Präsidentschaftswahl im Juli 2024 kandidierte er für Plataforma Unitaria Democrática, Movimiento por Venezuela und Un Nuevo Tiempo gegen den autoritär regierenden Präsidenten Nicolas Maduro.

## Leben und Wirken

### Karriere als Diplomat
Edmundo González begann seine Karriere Ende der 1970er Jahre als Erster Sekretär des venezolanischen Botschafters in den USA, später war er von 1991 bis 1993 Botschafter in Algerien. In den ersten Amtsjahren von Präsident Hugo Chávez war er Botschafter in Argentinien. Während dessen Präsidentschaft arbeitete er u. a. am Beitritt des Landes zum Mercosur-Verbund. Bis 2002 war er im diplomatischen Dienst. Gleichzeitig arbeitete er am Aufbau seiner akademischen Laufbahn, unterstützt mit der Veröffentlichung zahlreicher Titel.

### Kandidatur für das Präsidentenamt
Edmundo González war der dritte Kandidat des venezolanischen Oppositionsbündnisses Mesa de la Unidad Democrática, nachdem zunächst María Corina Machado im Juli 2023 das passive Wahlrecht entzogen und dann Corina Yoris die Einschreibung für die Kandidatur verweigert worden war. Eigenen Angaben nach strebte González, der zum Zeitpunkt seiner Nominierung in Venezuela eher unbekannt war und dem man fehlendes Charisma nachsagte, das Präsidentenamt nicht an. Zur Opposition hielt er nach seinem Ausscheiden aus dem diplomatischen Dienst nur losen Kontakt. Deshalb fiel es dem Chavistischen Regime schwer, eine Begründung zu finden, auch ihn von den Wahlen auszuschließen. Möglicherweise hielt man ihn dort auch für einen leicht zu besiegenden Kandidaten.
Sowohl Machado wie auch Yoris erklärten ihre Unterstützung, ebenso wie Manuel Rosales, der sich ursprünglich ebenfalls als möglicher Kandidat ins Spiel gebracht hatte, jedoch als „U-Boot“ des Regimes gilt. Die populäre Machado machte unterdessen nicht mehr Wahlkampf in eigener Sache, sondern tourte im Namen González’ mit dem Slogan „Todo el mundo con Edmundo“ („Alle für Edmundo“) durchs Land. Diosdado Cabello, Vertreter des regierenden autoritären chavistischen Regimes, erklärte ihn dagegen zum „Kandidaten des Imperialismus“. Zwar lag González in allen Umfragen klar in der Führung, zwischen 20 und 30 Prozent, doch fast niemand glaubte, dass das Regime einen Sieg der Opposition anerkennen würde.
Unmittelbar nach der Präsidentschaftswahl am 28. Juli 2024 gab es Uneinigkeit über ihren Ausgang. Elvis Amoroso, der Vorsitzende der Wahlbehörde (CNE), erklärte noch vor der endgültigen Auszählung aller abgegebenen Stimmen Amtsinhaber Nicolás Maduro zum Wahlsieger. US-Außenminister Blinken erklärte hingegen, es gebe überwältigende Beweise, dass Edmundo González die meisten Stimmen erhalten habe. Auch die EU teilte in einer Erklärung mit, dass alles darauf hinweise, dass Edmundo González die Präsidentschaftswahl mit deutlicher Mehrheit gewonnen habe. Peru und Argentinien erkannten González als Wahlsieger an. Am 2. September 2024 erließ das Sondergericht für Terrorismusbekämpfung I in Caracas auf Antrag der Staatsanwaltschaft einen Haftbefehl gegen ihn, unter anderem wegen der Anschuldigungen „Amtsanmaßung, Urkundenfälschung und Verbindungen zu Geldgebern des Terrorismus“. Daraufhin bat er Spanien um Asyl und hielt sich die nächsten Tage in der Botschaft des Landes in Caracas auf, bis er einige Tage später das Land verlassen durfte.
Im November 2024 wurde González seitens der USA offiziell als Präsident anerkannt. Venezuelas Regierung nannte diesen Vorgang „lächerlich“.
Im Dezember 2024 kündigte González an, anlässlich der Amtseinführung von Nicolás Maduro am 10. Januar nach Venezuela zurückzukehren. Die Maduro-Regierung setzte am 2. Januar 2025 ein Kopfgeld von 100.000 Dollar auf González aus.

## Werke
- Brasil: cercano y lejano, Universidad Católica Andrés Bello (Caracas, 2019), ISBN 978-980-244-939-2
- El control parlamentario de la política exterior, Universidad Católica Andrés Bello (Caracas, 2018), ISBN 978-980-244-913-2
- Caracciolo Parra Pérez, El Nacional / Fundación Bancaribe (Caracas, 2007) (PDF)[18]

## Auszeichnung
2024: Sacharow-Preis, zusammen mit María Corina Machado für ihren Kampf der „Wiedereinführung von Freiheit und Demokratie“ in Venezuela.